# Joachim Escher (NS-Opfer)
Joachim Escher (* 9. November 1915; † 28. September 2004) war ein deutscher Kriegsdienstverweigerer und KZ-Häftling.

## Leben
Escher verweigerte bereits 1937 den Wehrdienst und wurde zu mehreren Gefängnisstrafen verurteilt. Von 1940 bis 1945 war er in den Konzentrationslagern Sachsenhausen, Niederhagen (Wewelsburg) und Buchenwald inhaftiert. Im KZ Niederhagen war er ein Mithäftling von Leopold Engleitner. Joachim Escher musste im KZ Buchenwald die als Geiseln festgehaltenen ehemaligen französischen Regierungsmitglieder Léon Blum und Georges Mandel bedienen. Bei der Hochzeit von Leon Blum mit Madame Reichenbach, die 1943 im Falkenhof (ein Lager, das sich außerhalb des Schutzhaftlagers Buchenwald befand und für prominente Häftlinge gedacht war) von einem Standesbeamten von Weimar vollzogen wurde, waren Mandel und Escher Trauzeugen.